# Patricia Knatchbull, 2. Countess Mountbatten of Burma

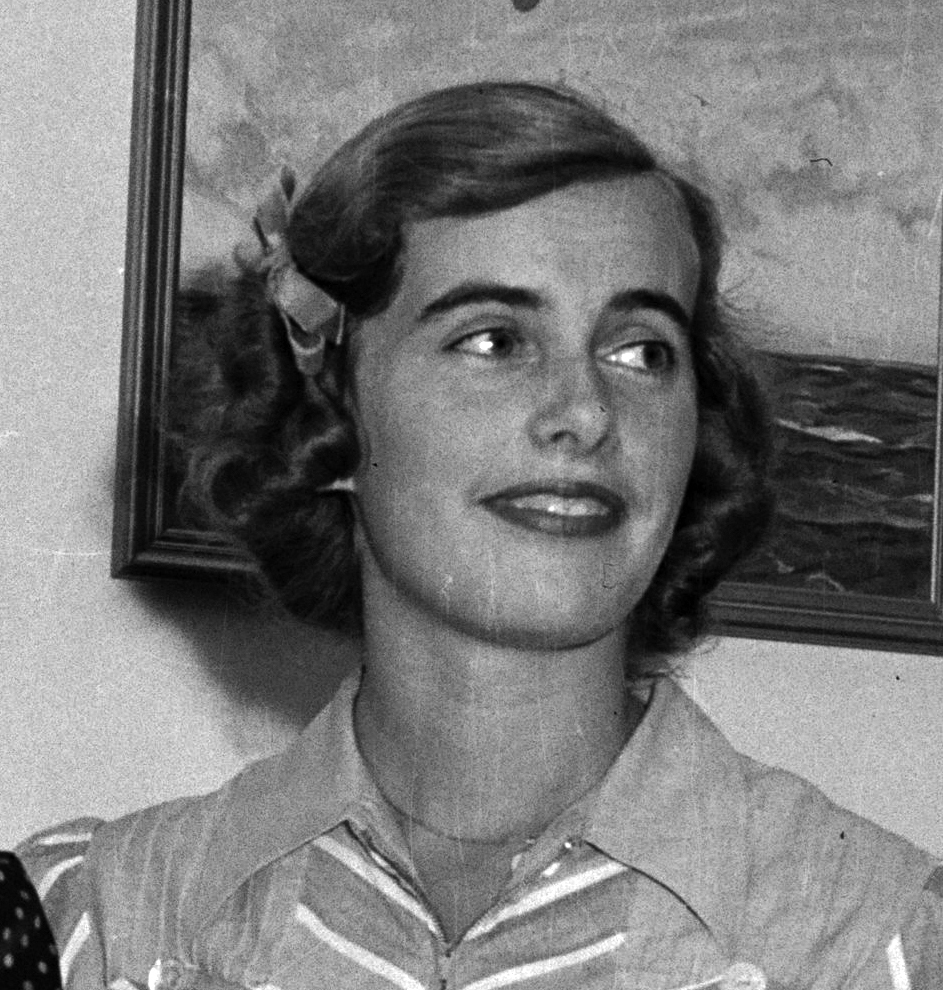
Patricia Knatchbull, 2. Countess Mountbatten of Burma (1941)

Patricia Edwina Victoria Knatchbull, 2. Countess Mountbatten of Burma, CBE, CD (* 14. Februar 1924 in London; † 13. Juni 2017 in Mersham, Kent) war eine britische Adlige.

## Leben
Patricia Mountbatten wurde als älteste Tochter von Lord Louis Mountbatten und seiner Frau Edwina geboren. Sie hatte eine Schwester, Lady Pamela Hicks. Da ihre Mutter die Haupterbin von Sir Ernest Cassel war, war die Familie außerordentlich wohlhabend. Sie ging in Malta, England und New York zur Schule.
Während des Zweiten Weltkriegs war ihr Vater ein berühmter Zerstörerkommandant der Royal Navy. Er stieg bis zum Oberbefehlshaber der Alliierten Streitkräfte in Südostasien auf. Patricia diente im Women’s Royal Naval Service zunächst in Großbritannien und ab 1945 als Offizier im Hauptquartier ihres Vaters.
Dort lernte sie ihren späteren Mann John Knatchbull, 7. Baron Brabourne, kennen, der zu dieser Zeit Adjutant ihres Vaters war. 1946 heirateten beide in der Romsey Abbey, Hampshire,  in der Nähe des Landsitzes der Familie, Broadlands. Ihr Mann war später ein bekannter Filmproduzent.
Aus der Ehe sind insgesamt acht Kinder hervorgegangen:
- Norton Louis Philip Knatchbull 3. Earl Mountbatten of Burma (* 1947)
- Hon. Michael-John Ulick Knatchbull (* 1950)
- Hon. Anthony Knatchbull (*/† 6. April 1952)
- Lady Joanna Edwina Doreen Knatchbull (* 1955)
- Lady Amanda Patricia Victoria Knatchbull (* 1957)
- Hon. Philip Wyndham Ashley Knatchbull (* 1961)
- Hon. Nicholas Timothy Charles Knatchbull (1964–1979), Zwillingsbruder von Timothy Nicholas Sean, im Alter von 14 Jahren durch eine Bombe der IRA zusammen mit seinem Großvater getötet.[4]
- Hon. Timothy Nicholas Sean Knatchbull (* 1964)

Die Countess war in einer Vielzahl von Wohltätigkeitsorganisationen aktiv, so bei SOS-Kinderdorf Großbritannien, deren Schirmherrin sie war, außerdem im britischen Zweig des Johanniterordens.
Seit 1974 war sie Colonel-in-Chief der Princess Patricia’s Canadian Light Infantry, eines der höchstdekorierten Regimenter der Kanadischen Streitkräfte.
Lady Patricia war auf dem Boot, das in der Bucht von Sligo, Irland, am 27. August 1979 durch eine Bombe der IRA gesprengt wurde. Dabei starben ihr Vater, ihr jüngster Sohn Nicholas, ihre Schwiegermutter und ein Junge, der auf dem Boot half. Sie selbst, ihr Mann und ihr Sohn Timothy überlebten den Anschlag verletzt.
Die Countess stand, wie schon ihr Vater, der britischen Königsfamilie sehr nahe. Der Duke of Edinburgh war ihr Cousin. Sie stand selbst an 440. Stelle der britischen Thronfolge.

## Adelstitel
Nachdem ihr Vater am 23. August 1946 zum Viscount Mountbatten of Burma erhoben worden war, führte sie als dessen Tochter das Höflichkeitsprädikat The Honourable.
Nach ihrer Eheschließung mit dem 7. Baron Brabourne am 26. Oktober 1946 führte sie als dessen Gattin den Höflichkeitstitel Baroness Brabourne.
Beim Tod ihres Vaters am 27. August 1979 erbte sie suo iure dessen Adelstitel als 2. Countess Mountbatten of Burma, 2. Viscountess Mountbatten of Burma und 2. Baroness Romsey. Alle drei Titel waren ihrem Vater mit dem besonderen Zusatz verliehen worden, dass sie in Ermangelung männlicher Nachkommen auch an seine Töchter vererbbar seien. Aufgrund dieser eigenständigen Titel war sie selbst bis zur Reform von 1999 Mitglied des House of Lords.